# Abanindranath Tagore
Abanindranath Tagore (bengali অবনীন্দ্রনাথ ঠাকুর, hindi अवनींद्र नाथ टैगोर, ur. 7 sierpnia 1871 w Jorasanko (Kolkata), zm. 5 grudnia 1951 w Kolkacie) – indyjski malarz i grafik, zaliczany do grona Navratny – grona 9 najcenniejszych indyskich twórców.

## Życiorys
Jego ojcem był Gunendranath Tagore. Abanindranath był kuzynem Rabindranatha. Tworzył obrazy o tematyce religijnej i historycznej, a także portrety. Zajmował się również ilustrowaniem książek.

## Prace
- Alpana
- Sadanga

## Galeria

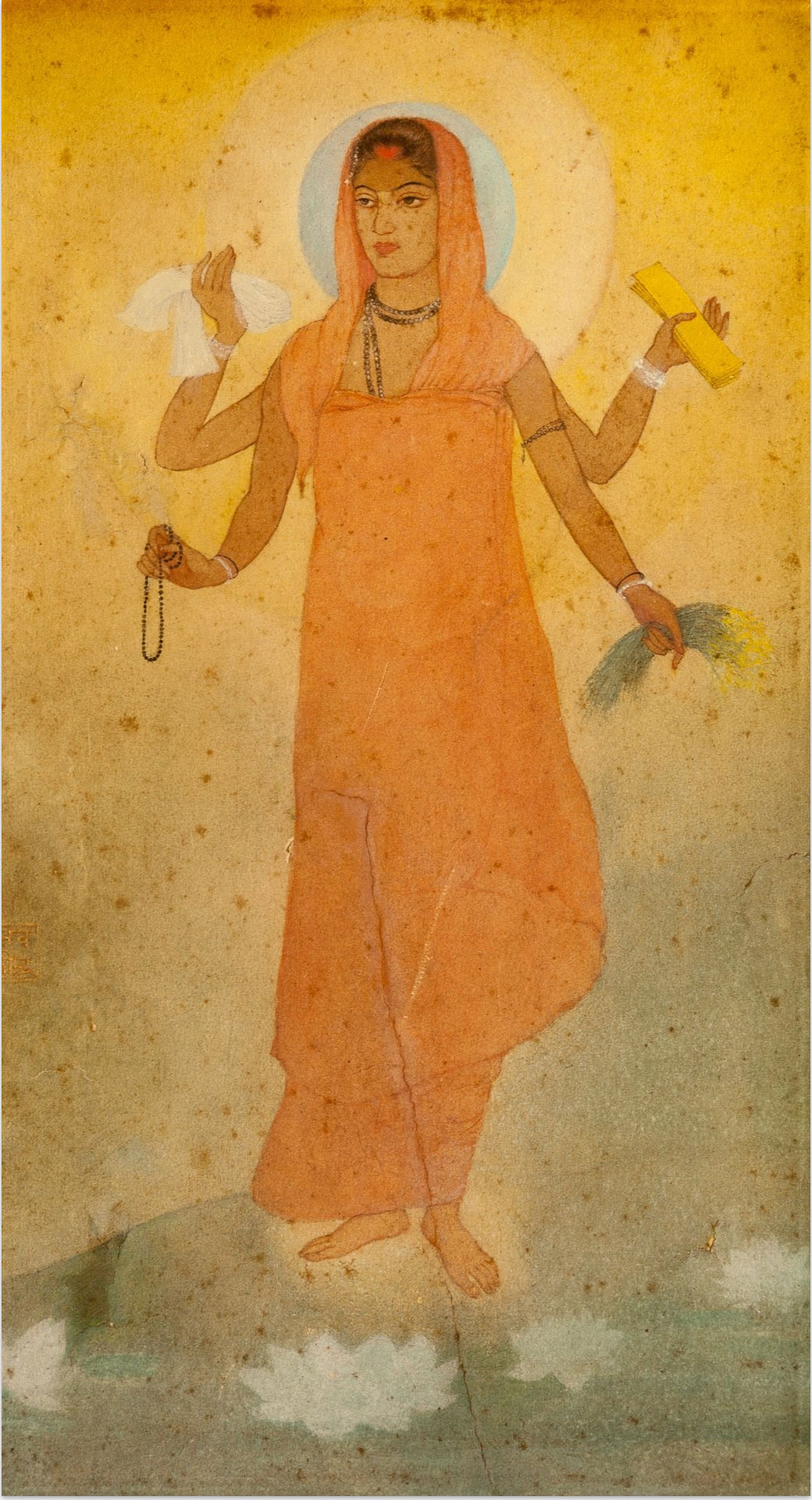
Bharat Mata, 1905
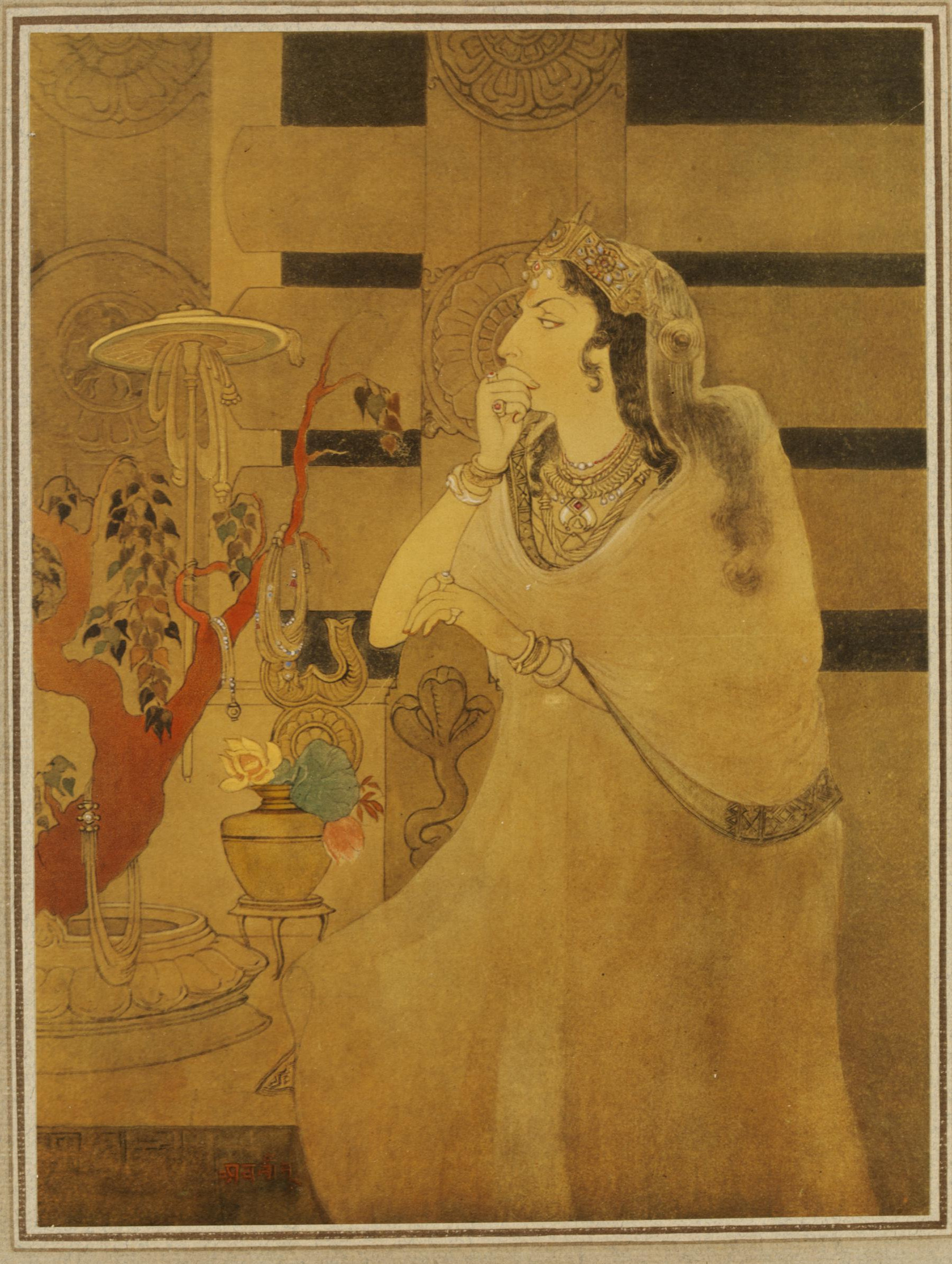
Tissarakshita, królowa Aśoki, 1911
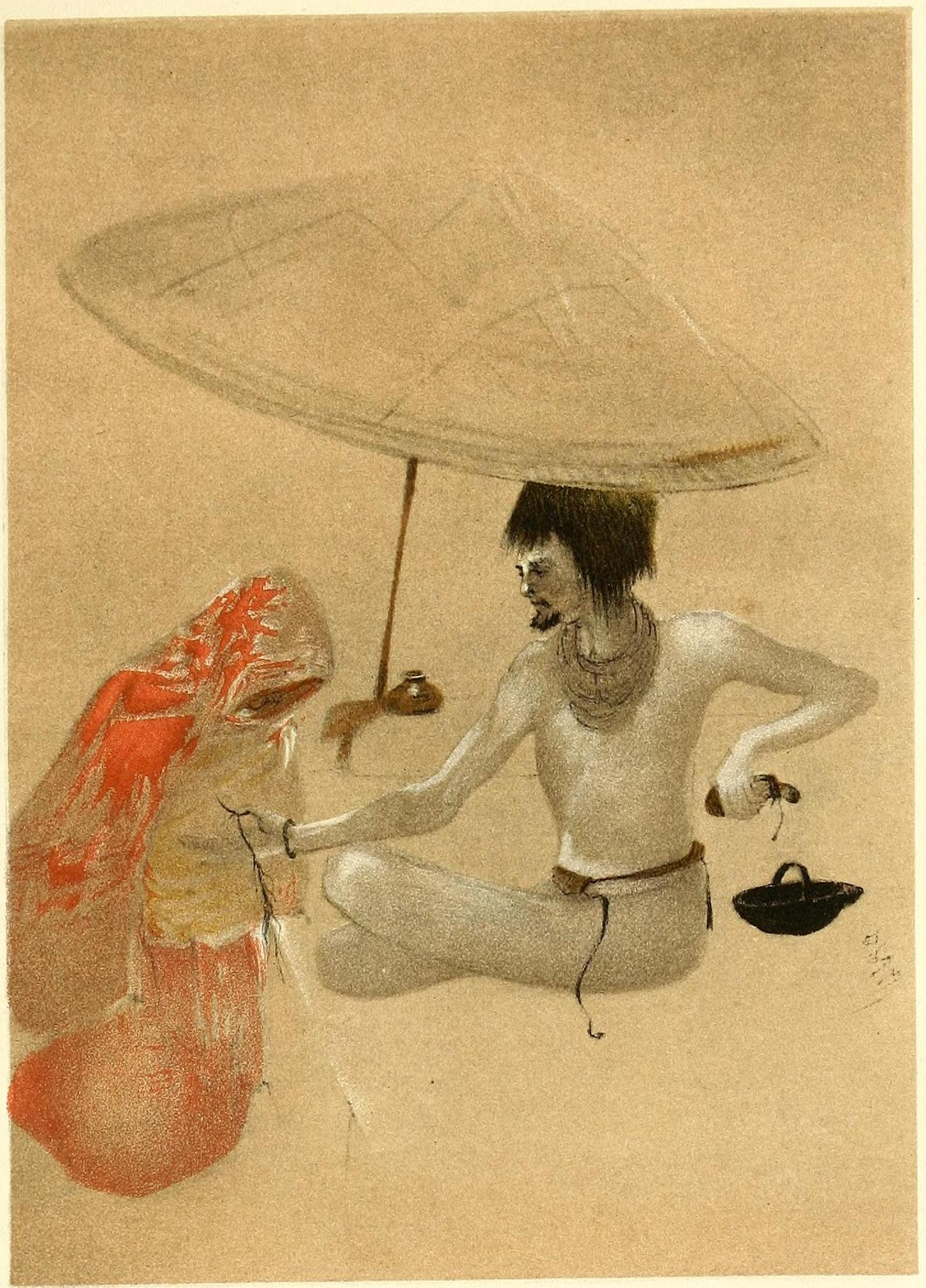
Księżniczka Kalabutti, 1920
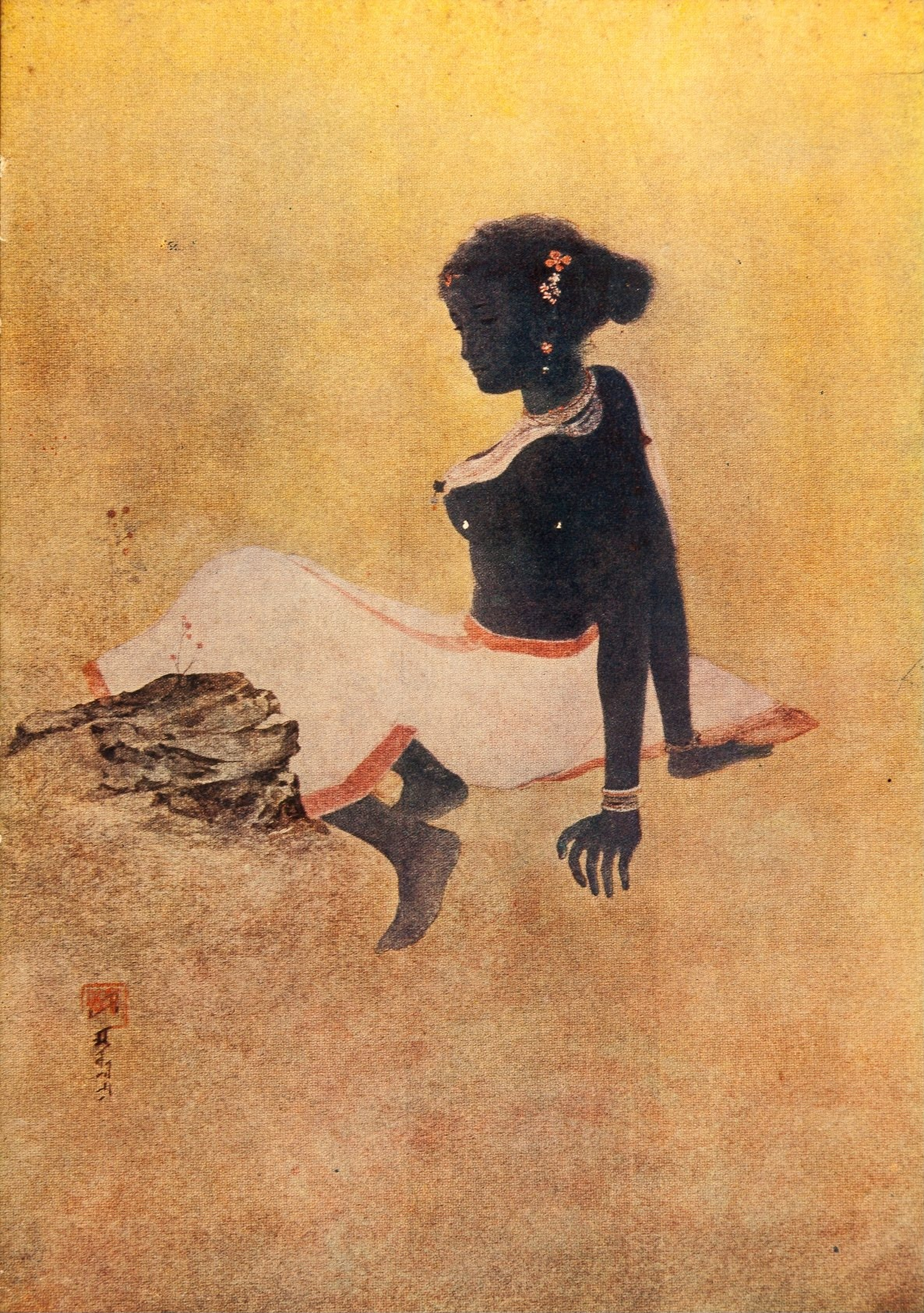
Ranchi, santalska dziewczyna
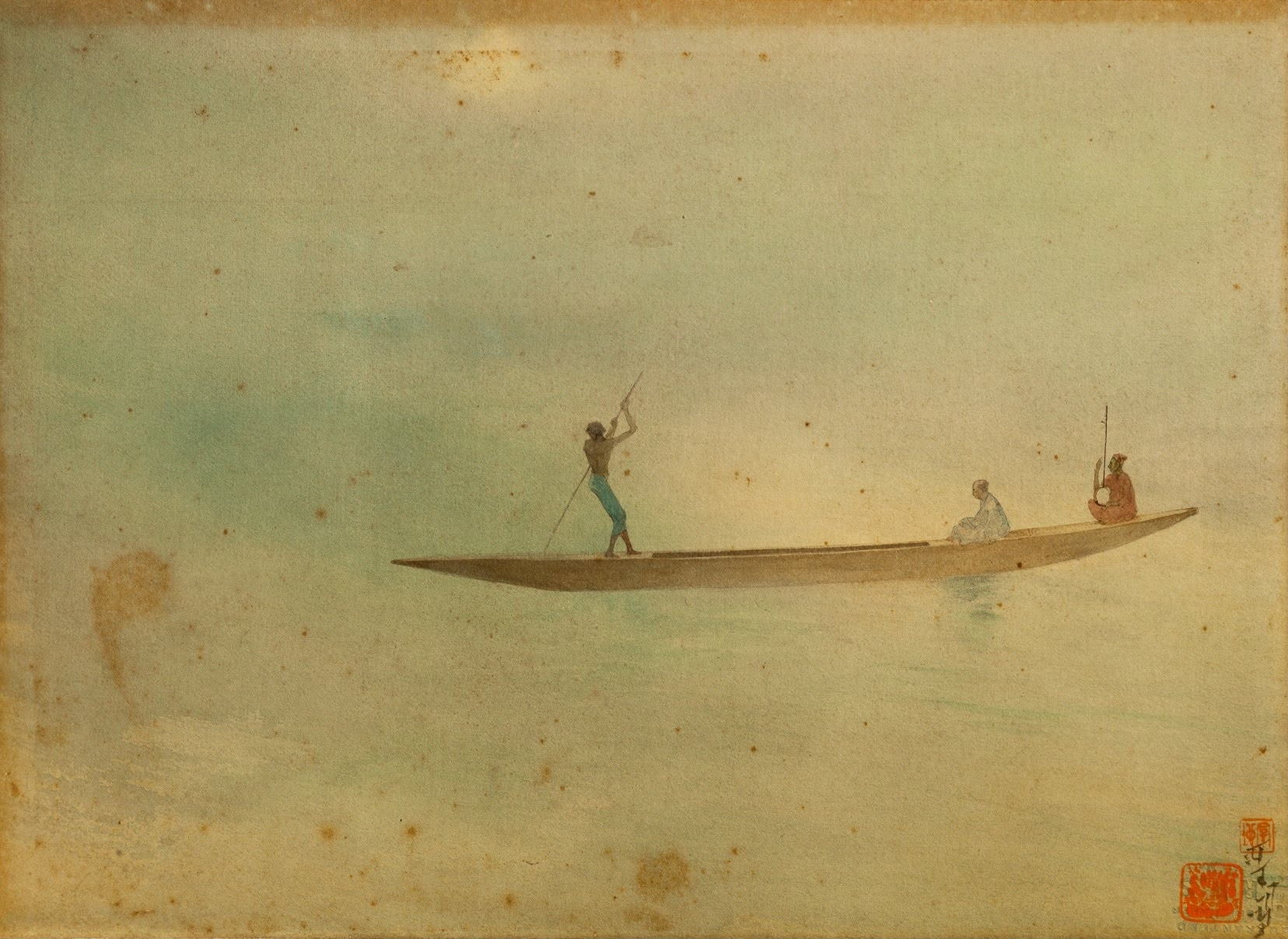
Wiejska muzyka, 1926
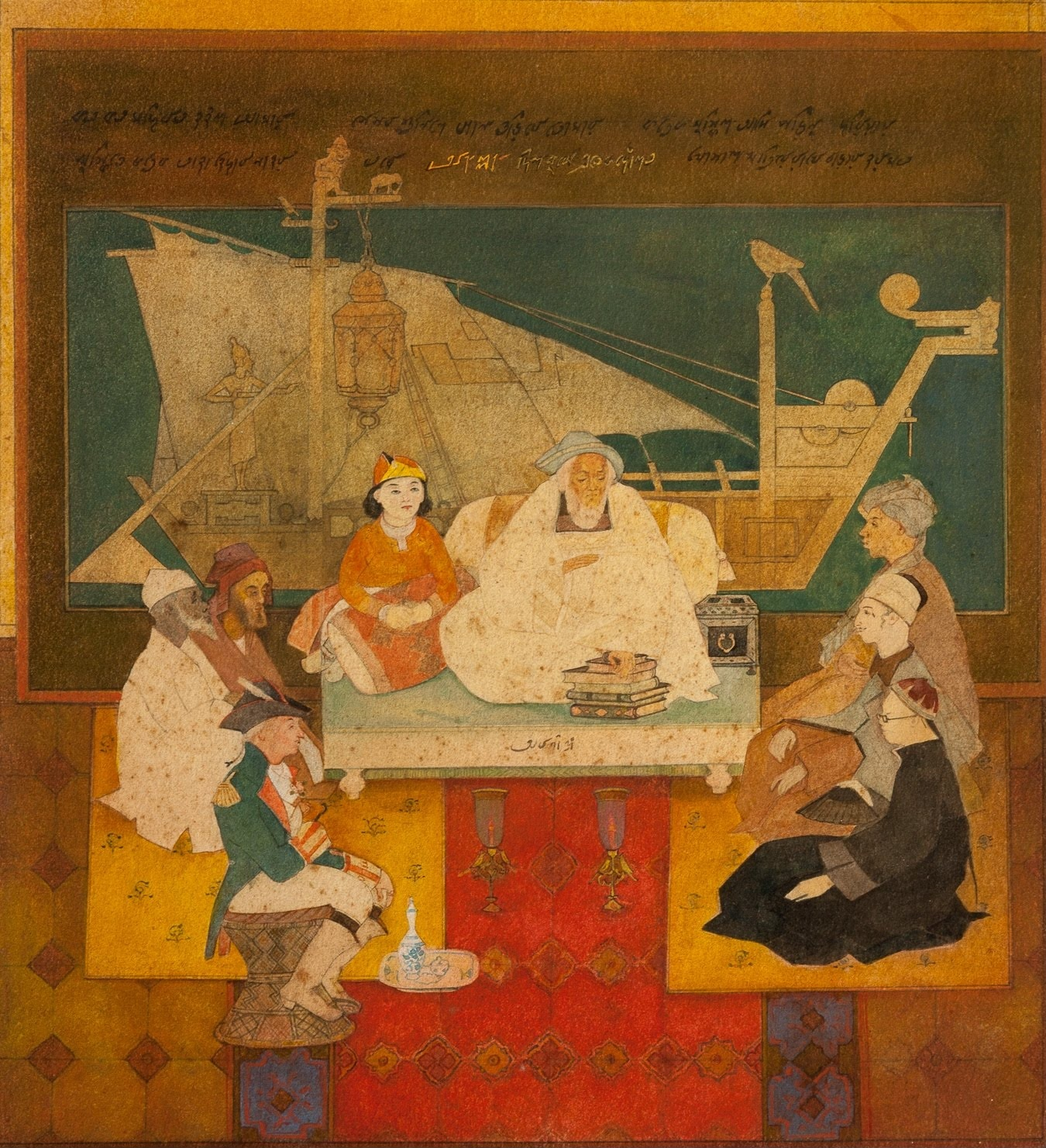
Sindbad Żeglarz, 1930